# مایکل چو (رستوران‌دار)
مایکل چو (انگلیسی: Michael Chow؛ زادهٔ ۱۹۳۹ (۸۵–۸۶ سال)) یک هنرپیشه، و رستوران‌دار اهل ایالات متحده آمریکا است.